# Rozkaz dzienny
Rozkaz dzienny – dokument rozkazodawczy wydawany przez każdego dowódcę (szefa, komendanta, kierownika) pododdziału od szczebla samodzielnego plutonu (tj. niewchodzącego w skład kompanii) oraz dowódców oddziałów, związków taktycznych i wyżej, a także instytucji wojskowych, celem dokumentowania codziennej działalności pododdziału, oddziału, związku taktycznego i związku operacyjnego lub instytucji wojskowych. Częstotliwość wydawania rozkazu dziennego określa wydający rozkaz. Rozkaz dzienny może wydawać tylko żołnierz.
Rozkaz dzienny – pisemny rozkaz dowódcy określający tok służby wojskowej na dany dzień.